# Хенри Рохас
Хенри Андрес Рохас Делгадо (на испански: Henry Andres Rojas Delgado), или просто Рохас е колумбийски футболист на Литекс (Ловеч), играе като плеймейкър.

## Състезателна кариера
Рохас е юноша на Атлетико Насионал. През 2006 г. 19-годишен започва с първия тим на клуба. Година по-късно преминава в Атлетико Уила, но не успява да се наложи и е пратен под наем за един сезон в Онсе Калдас. Там записва 37 мача и отбелязва четири гола.
През декември 2012 г. е представен като ново попълнение на Депортес Толима. Записва 26 мача за шампионата и отбелязва два гола. Има и два мача в турнира за Копа Либертадорес.
На 17 юни 2015 г. преминава в Литекс Ловеч.

## Национален отбор
През 2007 г. е част от отбора на Колумбия до 20 г. с когото участва на Копа Америка до 20 г., който е и квалификация за Световно първенство по футбол за младежи през същата година в Канада на който записва осем срещи. Играе два мача срещу отбора на Аржентина до 20 г. със Серхио Ромеро, Анхел Ди Мария и Евер Банега в състава си. Постига нулево равенство и победа с 2 – 1.
Има записани още срещи срещу отборите на Уругвай до 20 г., който губи след гол на Единсон Кавани, а в състава на „урусите“ личат още имената на Мартин Касерес и Хуан Мануел Диас. Записва победа над Еквадор до 20 г. с 1 – 0, победа над Венецуела до 20 г., както и загуби с 3 – 2 от Парагвай до 20 г. и 5 – 0 от Чили до 20 г. с Алексис Санчес и Артуро Видал в състава си.
Достига до финалната фаза, където губи последният си мач от победителят в турнира Бразилия до 20 г. с 2 – 0.
Той е един от 20-те състезатели на Колумбия участвали в квалификациите за Олимпийския футболен турнир в Пекин 2008.